# Cotobad

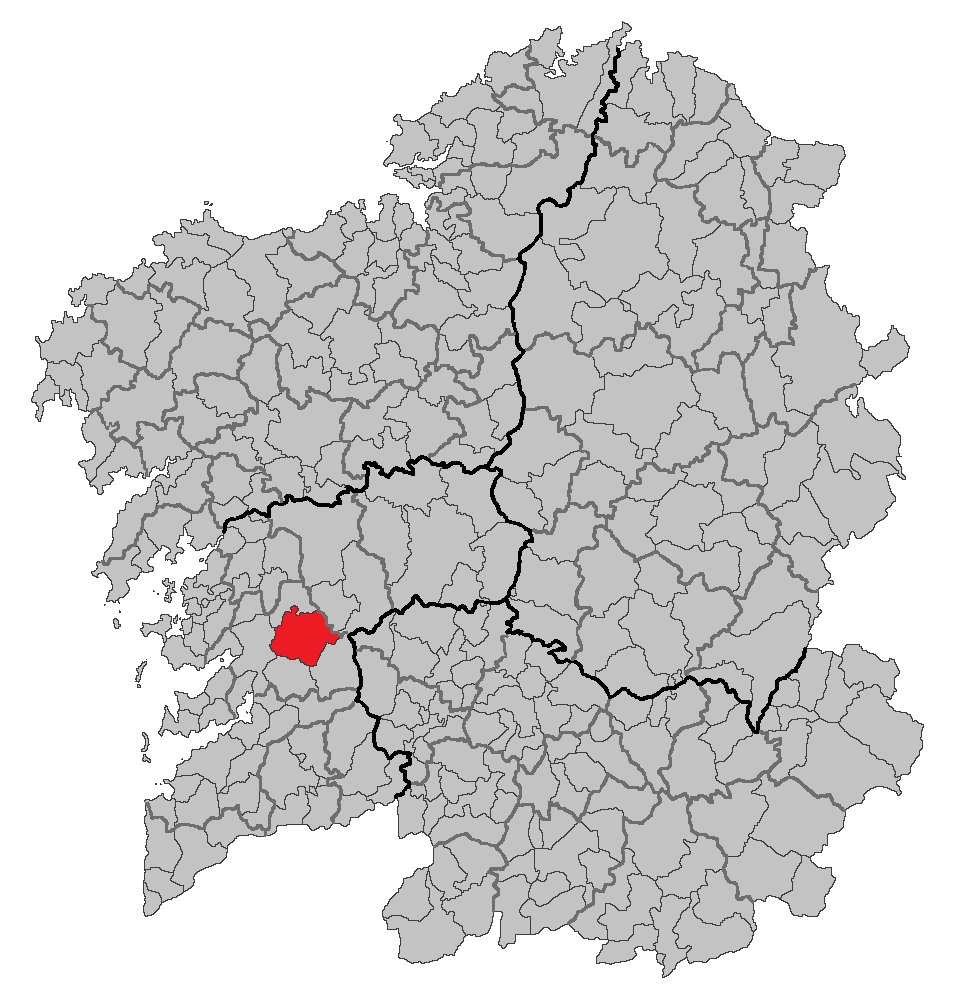
Término municipal de Cotobad respecto a la comunidad autónoma de Galicia.

Cotovad o Cotobad (en gallego y oficialmente Cotobade) fue un municipio español situado en la parte oriental de la comarca de Pontevedra, en la provincia de Pontevedra. El 22 de septiembre de 2016 la Junta de Galicia aprobó un decreto de la fusión de este municipio con el de Cerdedo, por el que se creó el municipio de Cerdedo-Cotobade.

## Etimología
La denominación de Cotobad procede, al parecer, de "couto do abade", pues toda la comarca pertenecía a la antigua jurisdicción que ejercía el Superior del convento de Benedictinos de Tenorio.

## Localización
El municipio estaba situado al oeste de Galicia, y al este de la provincia de Pontevedra, a la que pertenecía administrativamente. Se encontraba cerca de la capital de la provincia.

## Límites
Limitaba con los municipios de Campo Lameiro, Cerdedo, Forcarey, La Lama, Puentecaldelas y Pontevedra. 

## Geografía
Entre sus accidentes geográficos más destacables se encuentran el río Lérez, que circula por las tierras bajas del municipio, y su afluente, el río Almofrei, que le da nombre a una de las parroquias. En montes, el más destacado es el monte Seixo, uno de los principales de toda Galicia.
Tenía una extensión de 135,2 km² y una población de 5500 habitantes aproximadamente, distribuidos en 135 entidades de población que se agrupaban en 13 parroquias.
La capital del municipio se encontraba el lugar de A Chan, en la parroquia de Carballedo, sin que su topónimo se corresponda con ninguna entidad de población, lo cual no es muy frecuente.
Se pueden distinguir dos zonas perfectamente diferenciadas dentro de las tierras de Cotobad: por un lado se halla Carballedo con sus parroquias limítrofes, que forman lo que se podrían denominar "Tierras Altas" de Cotobad, surcadas por el río Almofrei, que nace en el monte del Seixo y que desde Caroi discurre limpio por valles frondosos donde abundan las carballeiras (robledales) y otras masa forestales. Además, en los montes de Valongo nace el río Calvelle, que junto con el río Barbeira fluyen al río Verdugo que formará la ría de Vigo. 
Por otro lado están las llamadas "Tierras Bajas", que abarcan el valle del río Lérez, que recibe a los ríos Cabanelas, Calvelo y al propio Almofrei, su afluente más importante. El Lérez le sirve de límite al ayuntamiento, excepto en la parroquia de San Xurxo de Sacos, en la que el borde viene marcado por el río Calvos.

## Historia
El poblamiento de estas tierras de Cotobad empezó en época bastante antigua, como atestiguan la abundancia de restos arqueológicos repartidos por toda su geografía. Asimismo, quedan restos de la época romana en la calzada de O pé da Múa. 
Entre los antiguos monumentos históricos, se puede encontrar en el monte Castelo –que se extiende por los límites de Borela, Carballedo, Tenorio y Viascón– la torre que en otro tiempo se llamaba "Couto do Abade", de la cual apenas quedan vestigios, y los restos del castillo de Tenorio, que a finales del siglo XV pertenecía al señor de Soutomaior y conde de Camiña: Pedro Madruga, y que fue derribado por los "irmandiños". 
Este castillo resistió el asedio de D. Pedro Álvarez de Soutomaior, cuando regresó de su estadía en Portugal, defendido tenazmente por Gómez Pazos de Probén, al cual, según la leyenda, finalmente traicionó un esclavo musulmán revelando los puntos débiles de la defensa, por lo que Manuel de Brito al mando de cien "besteiros" consiguió entrar en el castillo dando muerte a sus defensores.
En el siglo X se fundó el Monasterio de San Pedro de Tenorio. La buena posición estratégica de éste provocó que cayese en manos de Pedro Madruga, quien destituyó a su abad, Pedro de Tenorio, sustituyéndolo por un monje de Lérez.

### Historia reciente
Desde los años 20 del pasado siglo el municipio de Cotobad vivió una profunda regresión demográfica producto de la emigración (en su mayor parte a Brasil, México y Argentina) que no fue corregida hasta el año 2005. En esa fecha, por primera vez en casi un siglo, el crecimiento vegetativo de la población fue positivo (esto es, por primera vez hubo un crecimiento del número de habitantes). 
En la reciente historia democrática, Cotobad ha tenido tan solo tres alcaldes, José Ramón Abal Varela (Partido Popular), que ya era regidor bajo el régimen franquista, desde 2003 a 2011 Manuel Loureiro (PSdeG-PSOE), que gobernó en coalición con el BNG y Jorge Cubela López (Partido Popular) desde el 11 de junio de 2011.

## Geografía humana

### Demografía
| Gráfica de evolución demográfica de Cotobade entre 1842 y 2011 |
| |
| Población de derecho según los censos de población del INE Población de hecho según los censos de población del INEEn estos censos se denominaba Cotovad: 1842, 1857, 1860, 1877 y 1887 En estos censos se denominaba Cotobad: 1897, 1900, 1910, 1920, 1930, 1940, 1950, 1960, 1970 y 1981 |

En 2016 su población era de 4290 personas, según el INE.
| Evolución de la población de Cotobad - desde 1900 hasta 2022 -                                                                       |      |      |      |      |      |      |      |         |          |          |          |          |
| 1900 | 1930 | 1950 | 1981 | 2004 | 2007 | 2010 | 2011 | 2012    | 2013     | 2020     | 2021     | 2022     |
| 7978 | 7969 | 7671 | 6031 | 4644 | 4658 | 4427 | 4432 | {{{9}}} | {{{10}}} | {{{11}}} | {{{12}}} | {{{13}}} |
| Fuentes: INE e IGE (Los criterios de registro censal variaron entre 1900 y 2011, y los datos del INE y del IGE pueden no coincidir.) |      |      |      |      |      |      |      |         |          |          |          |          |

### Parroquias
Parroquias que formaban parte del municipio:
- Aguasantas (Santa María)
- Almofrey[7]
- Borela (San Martiño)
- Carballedo (San Miguel)
- Caroy[7]
- Corredoira (San Gregorio)
- Loureiro (Santiago)
- Rebordelo (San Martiño)
- Santa María de Sacos (Santa María)
- San Jorge de Sacos (San Jorge)[7]
- Tenorio (San Pedro)
- Valongo (San Andrés)
- Viascón[7]

## Festividades
Son múltiples las fiestas que se celebran en todo el territorio de Cotobad a lo largo del año, pero hay dos que destacan sobre el resto: A Rapa das Bestas, que se celebra en el mes de agosto, y la Festa da Filloa, que se celebra en septiembre.